# Liste de personnalités liées à Biarritz
De nombreuses personnalités ont eu un attachement particulier à la ville de Biarritz, commune française du département des Pyrénées-Atlantiques notamment :

## Naissances célèbres à Biarritz
(classement par année de naissance)

### XIVesiècle
- Moussempès, chasseur de baleines, né à Biarritz en 1334.

### XVIIIesiècle
- Pierre dit Grand Bertrand Moussempès, né à Biarritz en 1751 et mort à Biarritz en 1845, maire-abbé de Biarritz (1788-1789) et (1813-1814), une rue et une impasse de la ville de Biarritz portent son nom, il sauva par son action courageuse, à la révolution, l'Église Saint Martin du culte de la déesse Raison du saccage et de la destruction, son corps repose dans le cimetière de l'Église Saint Martin ;
- Jean Lafitte, plus connu sous le nom de "roi de Baratiara", célèbre pirate français, né à Biarritz, ayant donné son nom à un parc, un boulevard et la baie principale du port de La Nouvelle-Orléans.

### XIXesiècle
- Leopoldo O'Donnell, militaire et homme politique espagnol, né à Santa Cruz de ténériffe en 1809, mort à Biarritz en 1867, un proche de la reine Isabelle II d'Espagne, président du gouvernement espagnol.
- Jean-Baptiste Ernest Lacombe, né en 1854 à Biarritz et mort en 1922 près de Bordeaux, est un architecte, à qui Biarritz doit l'église Sainte-Eugénie, les Arceaux Lacombe (1910) et la villa Bidartea ;
- Ernest Fourneau, né en 1872 à Biarritz, où son père, maître d'hôtel à l'Hôtel de France, allait faire construire l'Hôtel Victoria, et mort en 1949 à Ascain, est le fondateur de la chimie thérapeutique française. C'est dans son laboratoire de l'Institut Pasteur que furent découverts les sulfamides. Avant d'entrer à l'école de Pharmacie de Paris, il avait fait son stage de formation dans l'officine du frère de Charles Moureu, Félix, maire de Biarritz (1895-1904) ;
- Arnaud Massy, né en 1877 à Biarritz et mort en 1950 à Étretat, est un joueur de golf français. Seul joueur français ayant gagné « The Open » (l'Open Britannique) en 1907 sur le parcours d'Hoylake ;
- Pauline Carton, née en 1884 à Biarritz et morte en 1974 à Paris, est une actrice de théâtre et de cinéma et une chanteuse française ;
- Maurice Journeau, né en 1898 à Biarritz et mort en 1999 à Versailles, est un compositeur français qui a composé ses œuvres de jeunesse à Biarritz[1] ;
- Jean Borotra (dit le Basque bondissant), né en 1898 à Biarritz et mort en 1994 à Arbonne, est un joueur de tennis (l'un des Quatre Mousquetaires) et un homme politique français.

### XXesiècle
- Jean Boubée, né en 1900 à Biarritz et mort en 1973 à Paris, est un joueur français de rugby à XV ayant évolué au poste de troisième ligne aile en sélection nationale et au Biarritz olympique ;
- Henri Haget, né en 1905 à Biarritz et mort en 1967, est un joueur français de rugby à XV ayant évolué au Biarritz olympique ;
- Guy Petit, né à Biarritz en 1905 et mort à Biarritz en 1988, est un homme politique français, ancien maire de Biarritz de 1945 à 1977 et ministre du commerce du gouvernement René Mayer ;
- André Navarra, né en 1911 à Biarritz et mort en 1988 à Sienne, est un violoncelliste et pédagogue français ;
- André Dassary, né en 1912 à Biarritz et mort en 1987, est un chanteur français ;
- Henri Bourtayre, né en 1915 à Biarritz est l’auteur de la musique de plus d’un millier de chansons pour les grandes vedettes de l’époque : André Dassary, Tino Rossi, Maurice Chevalier, Georges Guétary ;
- Marcel Jol, né en 1923 à Biarritz et mort en 1981 à Biarritz, est un joueur français de rugby à XV ayant joué au poste de talonneur en sélection nationale et au Biarritz olympique ;
- Édouard Caillau est un acteur et un humoriste du Gaity, né en 1924 à Biarritz. À Biarritz, dans le square Jean-Baptiste Lassalle se trouve un petit monument à sa mémoire : il venait jouer régulièrement aux boules à cet endroit ;
- Yannick Bellon, née en 1924 à Biarritz, est une monteuse et réalisatrice française ;
- Pierre Abeberry, né en 1925 à Biarritz et mort en 2015 à Montpellier, prêtre dominicain et producteur de télévision français ;
- Maurice Abeberry, né en 1926 à Biarritz et mort en 1988 sur les flancs de La Rhune, est un avocat et un dirigeant sportif de la pelote basque ;
- Jean Bichindaritz, né en 1928 à Biarritz, est un joueur français de rugby à XV qui a évolué avec l'équipe de France et le Biarritz olympique ;
- Jakes Abeberry, né en 1930 à Biarritz, est une figure du mouvement abertzale et un élu municipal au premier plan de 1991 à 2014 ;
- André Haget, né en 1931 à Biarritz et mort en 1989, est un joueur rugby à XV qui a joué avec l'équipe de France et le Biarritz olympique ;
- Koko Abeberry, né en 1932 à Biarritz et mort en 2017 à Biarritz, est une figure du mouvement abertzale, avocat et défenseur des droits de l'homme et des libertés en Pays basque ;
- Christian Vignes, né en 1934 à Biarritz, est un joueur français de rugby à XV qui a évolué en équipe nationale et au Biarritz olympique ;
- Daniel Poulou, né en 1943 à Biarritz, est un  homme politique français, député suppléant de la sixième circonscription des Pyrénées-Atlantiques ;
- Léopold Eyharts, né en 1957 à Biarritz est un astronaute de l'Agence spatiale européenne ayant passé plus de 68 jours dans l'espace ;
- Marie-Laure De Lorenzi, née en 1961 à Biarritz, est la golfeuse qui possède le plus grand palmarès du golf français ;
- Richard Tardits, né en 1965 à Biarritz, est un ancien joueur français de football américain. Il est le premier joueur français à avoir joué en NFL ;
- Pierre Hontas, né en 1966 à Biarritz, est un joueur de rugby à XV qui a joué avec l'équipe de France et le Biarritz olympique.

## Décès célèbres à Biarritz
(classement par année de décès)

### XIXesiècle
- Leopoldo O'Donnell, duc de Tétouan, comte de Lucena et vicomte d'Aliaga, né en 1809 à Santa Cruz de Tenerife et décédé en 1867 à Biarritz, est un militaire et homme politique espagnol, qui s'exila à Biarritz ;
- Luis González Bravo, né en 1811 à Cadix et décédé en 1871 à Biarritz, est un journaliste et homme politique espagnol qui s'exila à Biarritz ;
- Marcel Campagne, né en 1818 à Pau et décédé en 1900 à Biarritz, est le propriétaire-fondateur du célèbre hôtel d'Angleterre rue Mazagran, en 1870 ;
- Pablo de Sarasate, né en 1844 à Pampelune et décédé en 1908 à Biarritz, est un violoniste et compositeur espagnol ;
- Charles Moureu, né en 1862 à Mourenx et décédé en 1929 à Biarritz, est un savant chimiste principalement connu pour la découverte du phénomène d'autoxydation et des antioxygènes. Membre de l’Institut et de l’Académie de médecine, et professeur au Collège de France, il a notamment écrit  Notions fondamentales de la chimie organique ;
- Jean Mendiondou, né en 1885 à Oloron-Sainte-Marie et décédé en 1961 à Biarritz, est un homme politique français.

### XXesiècle
- Berthe Marx, née en 1859 à Paris et décédée à Biarritz le 11 octobre 1925, est une musicienne et compositrice. Elle a créé à Biarritz une galerie d'art et le musée Pablo de Sarasate dans la villa Navarra ;
- Francis Daguerre, né en 1908 à Saint-Pierre-et-Miquelon et décédé en 1985 à Biarritz, est un joueur français de rugby à XV ayant occupé le poste de pilier en équipe de France et au Biarritz olympique ;
- Pierre de Chevigné, né en 1909 à Toulon et décédé en 2004 à Biarritz, est un colonel et homme politique français, ministre de la IVe République et compagnon de la Libération. Il fut président du Conseil général des Pyrénées-Atlantiques ;
- Félix Likiniano, né en 1909 à Eskoriatza et décédé en 1982 à Biarritz, est un militant anarchiste basque.
- Louison Bobet, né en 1925 à Saint-Méen-le-Grand et décédé en 1983 à Biarritz, est un cycliste professionnel qui créa un établissement de thalassothérapie à Biarritz ;
- Jacques Martin, né en 1933 à Lyon et décédé à Biarritz en 2007, est un comédien, journaliste et animateur de radio et télévision français.

## Enterrés à Biarritz
(classement par année de naissance)

### XXesiècle
- Daniel Balavoine, né en 1952 à Alençon et décédé à Gourma-Rharous (Mali) en 1986, est un auteur-compositeur-interprète français. D'origine basque et ayant eu un pied à terre dans la ville, il repose au cimetière de Biarritz.

## Célèbres résidents à Biarritz
(classement par année de naissance)

### XIXesiècle
- Henri Conneau, né en 1803 et décédé en 1877, docteur en médecine et ami intime de Napoléon III, séjourne à Biarritz ;
- Ange du Fresnay, né en 1839 à Sartrouville et décédé en 1900 à Paris, directeur général de la Compagnie d'assurances « Le Phénix » [2] et chevalier de l'Ordre de Charles III d'Espagne, réside souvent à Biarritz où il fait construire la villa Belza[3] ;
- Henri Rieunier, né en 1833 à Castelsarrasin et décédé en 1918, amiral et ministre de la marine, membre de l'Assemblée nationale, séjoune à Biarritz, en 1868 ;
- Eugénie de Montijo, née en 1826 à Grenade et décédée en 1920, est la dernière impératrice des Français, par son mariage avec Napoléon III. Elle fit de Biarritz sa villégiature. Napoléon III lui fit construire en 1854 la villa Eugénie, l'actuel hôtel du Palais ;
- Louis-Napoléon Bonaparte (1856-1879), séjourne à Biarritz avec l'Impératrice Eugénie, sa mère, à la villa Eugénie, devenu hôtel du Palais ;
- Louis Conneau, né en 1856 à Paris et décédé en 1930, séjourne à Biarritz, ami du Prince impérial ;
- Coco Chanel[4], née en 1883 à Saumur et décédée en 1970 à Paris possédait de 1915 à 1939 une boutique de réputation internationale à Biarritz au 2 boulevard Edouard VII. Mademoiselle Chanel est une des créatrices de mode les plus connues au monde ;
- Théodore Alexandrovitch, né en 1898 et décédé en 1968, Grand-duc de Russie, membre du corps des pages à la Cour impériale de Russie, s'exila avec sa famille à Biarritz.

### XXesiècle
- Aimée de Heeren, née Soto-Maior de Sá [5] en 1903 au Brésil et décédée en 2006 à New York, maîtresse du président du Brésil Getúlio Vargas, agent secret et résistante anti nazi, possédait la villa La Roseraie, rue Martias, où elle passa l'été pendant un demi-siècle. Reine de la haute société de Biarritz, elle y reçut des rois et de nombreux invités célèbres. D'une santé remarquable, elle nagea dans l'Atlantique jusqu'à l'âge de 102 ans. Élue une des femmes les plus élégantes du monde par la presse de mode américaine[6], elle possédait une grande partie des bijoux royaux de France, qui avaient appartenu à l'une des plus éminentes personnalités du grand monde de Biarritz, l'impératrice Eugénie ;
- Bernard Marie, né en 1918 à Toulouse, est un homme politique français et un arbitre de rugby. C'est le premier arbitre français à avoir officié dans un match de rugby du Tournoi des Cinq Nations. Il devint par la suite maire de Biarritz ;
- Maurice Plantier, né en 1921 à Venelles et décédé en 2006 à Paris, est un homme politique français, ancien député des Pyrénées-Atlantiques ;
- Mikhaïl Feodorovitch, né en 1924, Grand-duc de Russie, passa une partie de son enfance en exil à Biarritz ;
- André Darrigade, né en 1929 à Narrosse, est un coureur cycliste professionnel ayant gagné 22 étapes du Tour de France, un titre de champion de France en 1955 et de champion du monde en 1959. Il s'installe à Biarritz à la fin de sa carrière sportive pour y développer une activité de distribution de la presse ;
- Didier Borotra, né en 1937 à Nantes, est un homme politique français, sénateur-maire de Biarritz ;
- Joël de Rosnay, né en 1937 à l'Ile Maurice, est un biologiste français, d'abord spécialiste des origines du vivant et des nouvelles technologies, puis en systémique et en futurologie (ou prospective). Il est également un pionnier du surf en France ;
- Daniel Balavoine, né en 1952 à Alençon et décédé en 1986 au Mali, chanteur et compositeur français, d'origine basque et landaise. A vécu et fut enterré à Biarritz.
- Serge Blanco, né en 1958 à Caracas (Venezuela), est un joueur de rugby à XV français ayant évolué en équipe nationale et au Biarritz olympique, devenu par la suite dirigeant sportif national.
- Thierry Malandain, né en 1959, danseur et chorégraphe, directeur du centre chorégraphique national, Malandain Ballet Biarritz.